# برخورد ژرف (فضاپیما)
برخورد ژرف (به انگلیسی: Deep Impact) یا دیپ ایمپکت، فضاپیمای ناسا بود که به منظور برخورد عمدی و هدایت‌شده با دنباله‌دار تمپل ۱ طراحی شده بود. هدف از چنین عملیاتی، ارسال تصاویر این دنباله‌دار قبل از برخورد (و بررسی از طریق تلسکوپ‌ها بعد از برخود) برای مشخص نمودن اجزای سازنده دنباله‌دارها بود. این کاوشگر فضایی در ۱۲ ژانویه سال ۲۰۰۵ از پایگاه نیروی هوایی کیپ کاناورال با موفقیت پرتاب و در ۵:۵۲ UTC در ۴ ژوئیه ۲۰۰۵، به‌طور موفقیت‌آمیز با هسته دنباله‌دار برخورد کرد و اجزای آن توسط تلسکوپ‌های زیادی مانند تلسکوپ فضایی هابل رصد شد.
فاصله این دنباله‌دار تا زمین در هنگام برخورد ۱۳۰ میلیون کیلومتر و سرعت برخورد فضاپیما صد هزار کیلومتر بر ساعت محاسبه شده‌است. تحقیقات اولیه بر پایهٔ تصاویر ثبت‌شده اثبات کرد که در هنگام برخورد، غبار متراکم بیشتر و در عین‌حال، ذرات منجمد و متبلور (بلور شده - درخشان) کمتری نسبت به آنچه پیش‌بینی شده بود انتشار و پراکنده شد. ضربه برخوردی دیپ ایمپکت همچنین یک ابر متراکم گرد و غبار روشن و بزرگ را که غیرمنتظره نیز بود ایجاد کرد که حاصل ابتدایی آن، پنهان شدن دهانهٔ برخوردی این فضاپیما با تمپل ۱ بود.
ماموریت دیپ ایمپکت در اصل برای پاسخ به پرسش‌های اساسی معمول دربارهٔ اجزای ستاره‌های دنباله‌دار از جمله ترکیبات هستهٔ آنها و اصولاً اجزای متشکلهٔ این ستاره‌ها از بدو تولد بود.

## مأموریت

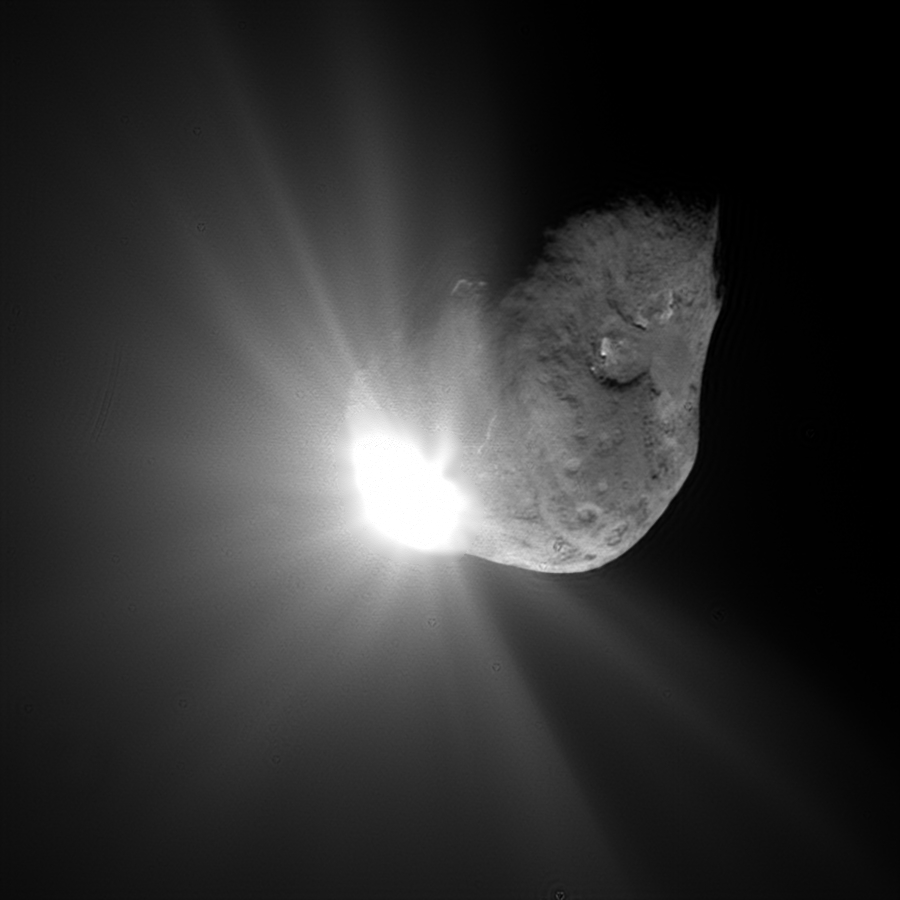
دنباله دار Tempel 1 67 ثانیه پس از برخورد با Deep Impact، که توسط دوربین با وضوح بالا در فضاپیمای پرواز گرفته شده است. این تصویر خط الراس ها، لبه های حلزونی و احتمالا دهانه های برخوردی را که مدت ها پیش تشکیل شده اند، نشان می دهد.

مأموریت برخورد ژرف برای کمک به پاسخگویی به سؤالات اساسی در مورد دنباله‌دارها برنامه‌ریزی شده بود، که شامل چه چیزی ترکیب هسته دنباله‌دار را می‌سازد، دهانه به چه عمقی از برخورد می‌رسد، و منشأ دنباله‌دار در شکل‌گیری آن کجاست. با مشاهده ترکیب این دنباله‌دار، ستاره‌شناسان امیدوار بودند که بر اساس تفاوت‌های بین ساختار داخلی و خارجی دنباله‌دار، چگونگی شکل‌گیری دنباله‌دارها را تعیین کنند. مشاهدات برخورد و پیامدهای آن به اخترشناسان اجازه می‌دهد تا پاسخ این سؤالات را تعیین کنند.

## نگارخانه

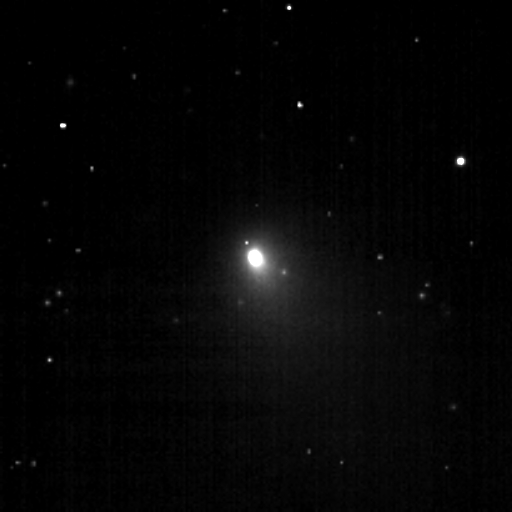
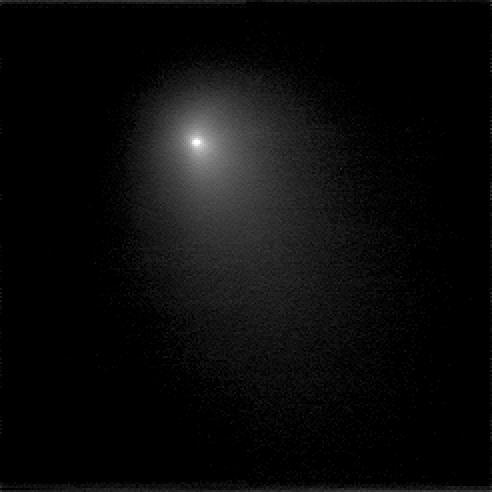
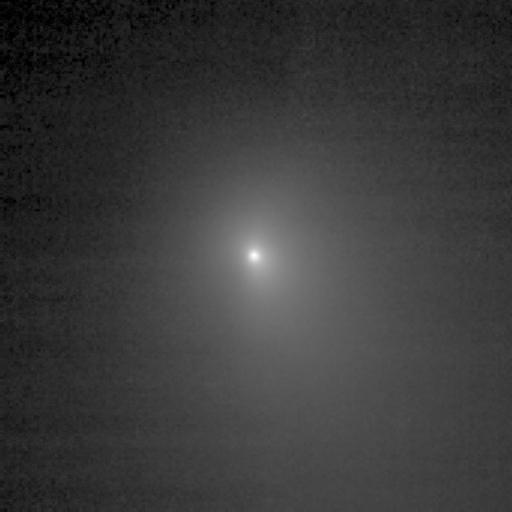
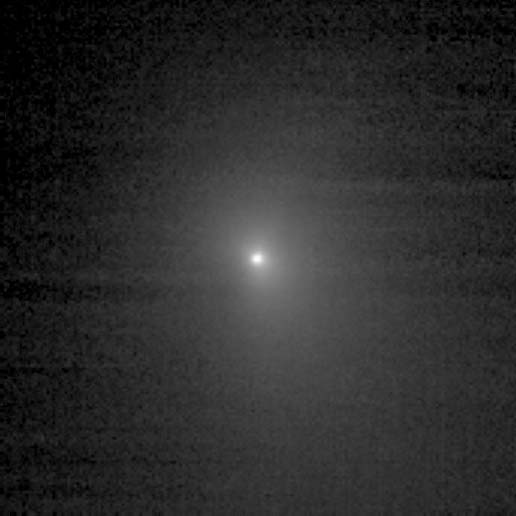